# Panaspis helleri
Panaspis helleri là một loài thằn lằn trong họ Scincidae. Loài này được Loveridge mô tả khoa học đầu tiên năm 1932.